# Tel-O-Fun

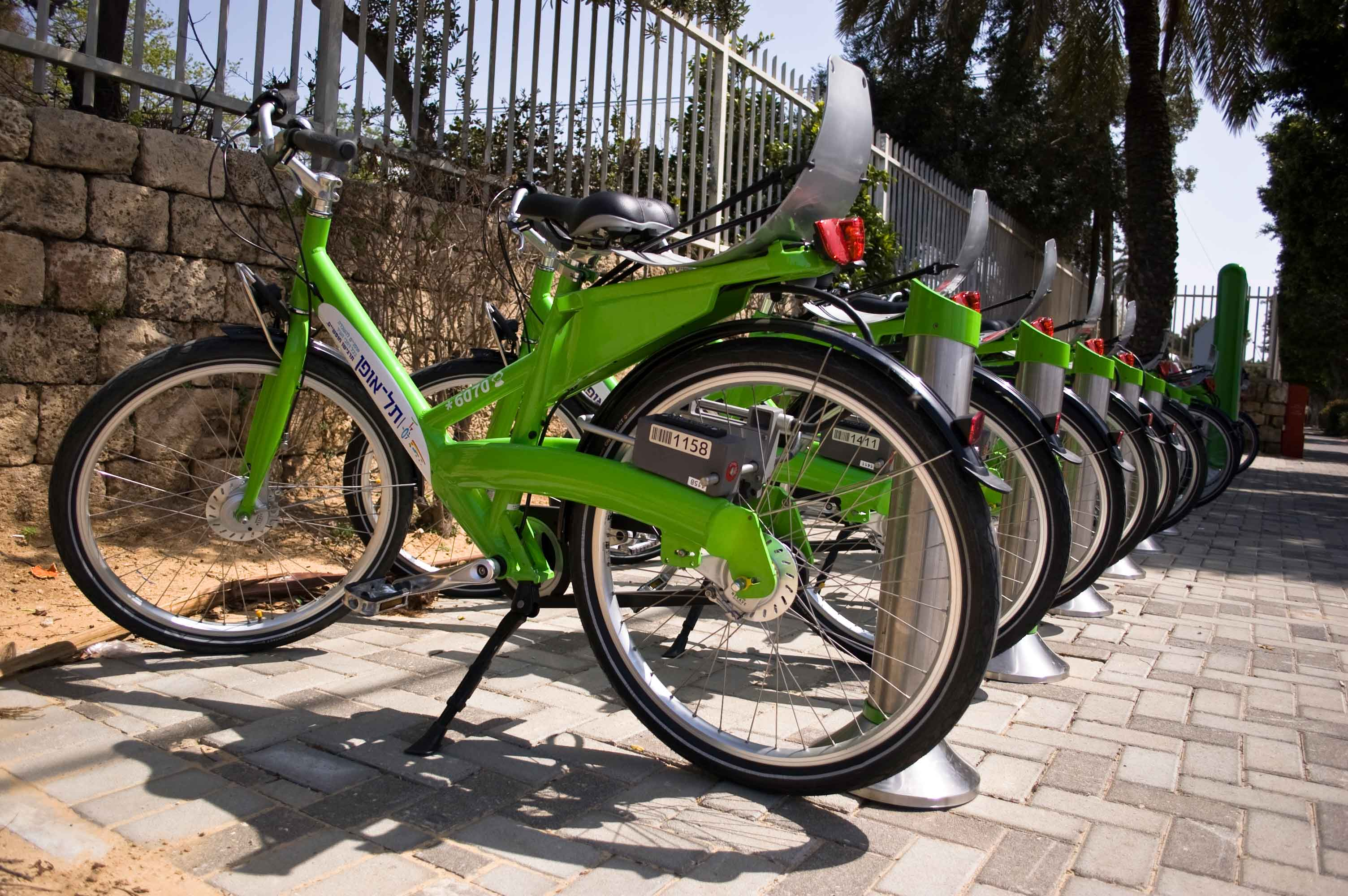

Tel-O-Fun (em hebraico: תל - אופן) é um serviço de compartilhamento de bicicletas oferecido na cidade de Tel Aviv pela empresa privada de serviços de terrestres FSM. O principal objetivo do serviço é reduzir a circulação de veículos dentro da cidade. O projeto também visa reduzir a poluição do ar, criam uma atmosfera amigável na cidade, e incentivar a atividade física e aptidão. O nome do serviço em inglês é uma mistura das palavras "Tel Aviv", e da palavra em inglês Fun, que significa "diversão" ou prazer. Em hebraico a palavra "Ofan" (אופן) significa "roda".